# Клоун (фильм, 1917)
«Клоун»  — немой художественный фильм 1917 года, режиссёра Августа Сандберга с участием знаменитого датского актёра Вальдемара Псиландера (в России - Гаррисона). Это был последний фильм с его участием, так как вскоре после съёмок он умер. Партнёршей его по фильму была актриса Гудрун Хоульберг. Фильм хранится в Датской фильмотеке.

## Художественные особенности
Жорж Садуль положительно оценил фильм, отметив монтаж, световые эффекты и «отличные костюмы». Фильм «имел значительный коммерческий успех, и Сандберг выдвинулся в ряды постановщиков с мировым именем».